# قاضیلو
قاضلو یکی از روستاهای استان آذربایجان شرقی است که در دهستان کاغذکنان مرکزی بخش کاغذکنان شهرستان میانه واقع شده‌است . رودخانه فصلی اقکند چای 
از این روستا عبور کرده وبه سد خاکی نوروز اباد می ریزد . برروی رودخانه آقکند چای یک بند قدیمی است که احتمالا دراوایل دوره قاجار ساخته شده است.( منبع کاغذکنان در گذرگاه تاریخ ایران تهران موسسه مطالعات تاریخ معاصر ایران ۱۳۹۴).در اصل بومیان این منطقه این روستا را با نام قاض‌لو می شناسند و برخی آن را قاضیلو تلفظ میکنند که اشتباه می باشد. در اصل نام این روستا از کلمه غاز به معنی شکاف یا چاک گرفته شده است که اشاره به شکاف یک کوه در این روستا دارد که از وسط آن رودخانه جاری است و بین آن نیز سدی ساخته شده است که به نام سد قاضیلو معروف است.
```
قسمتی از دشت ساری یازی ( در نزدیکی ساری چم یا سرچم کنونی) در این روستا واقع است که در سالهای تر سالی محصول گندم خوب از دشت  بعمل می آید.   درآمد اصلی اهالی این روستا از دامداری ، زنبور داری و کشاورزی می باشد که در صورت رونق گرفتن آن به مهاجرت معکوس کمک خواهد کرد.
```